# Crawshays zebra
Crawshays zebra (Equus quagga crawshayi) is een ondersoort van de steppezebra. De ondersoort komt voor in het oosten van Zambia, ten oosten van de Luangwa, Malawi, het zuidoosten van Tanzania en het noorden van Mozambique, ten zuiden van het Gorongoza District. Crawshays zebra's onderscheiden zich van andere ondersoorten van de steppezebra doordat de onderste snijtanden geen infundibulum hebben. Crawshays zebra heeft zeer smalle strepen vergeleken met andere ondersoorten.

## Galerij

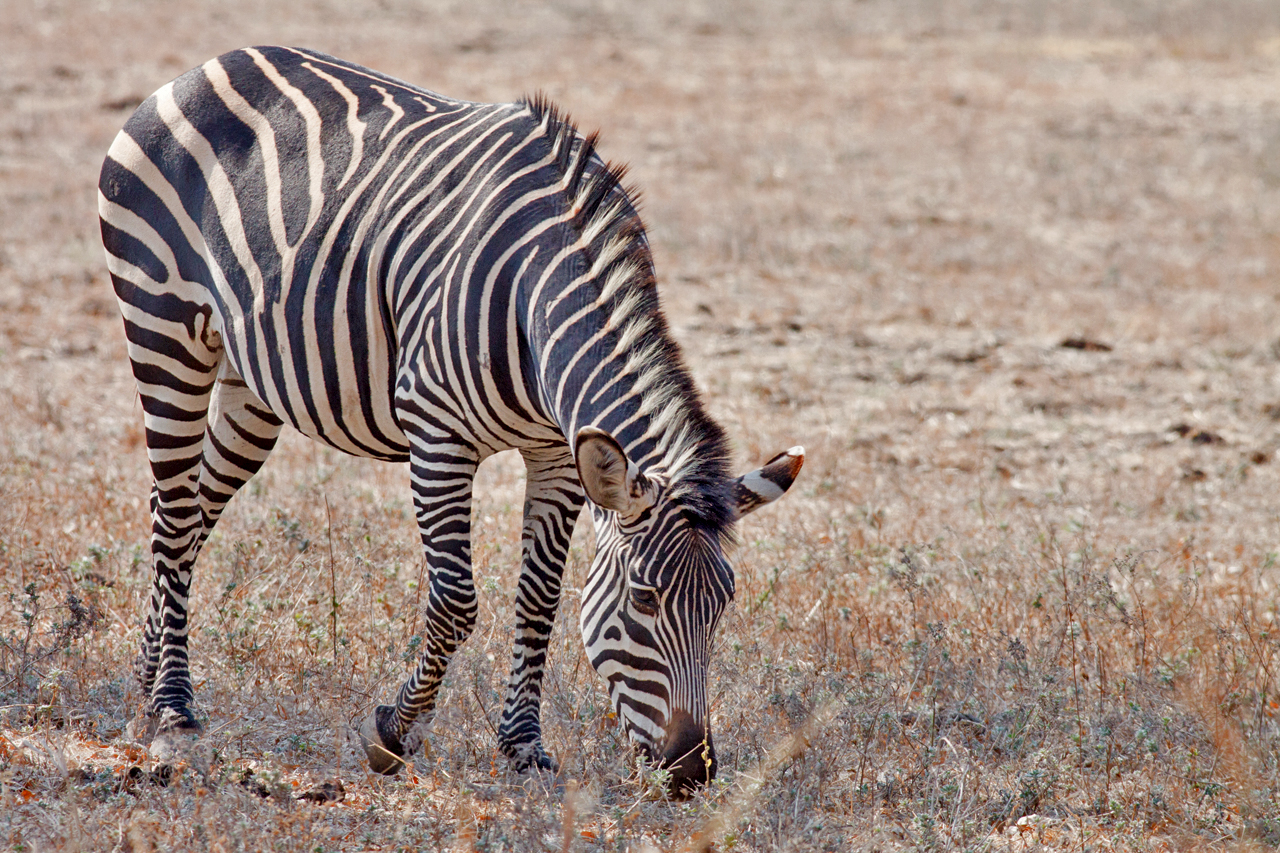
Crawshays zebra in South Luangwa National Park met de typische smalle strepen
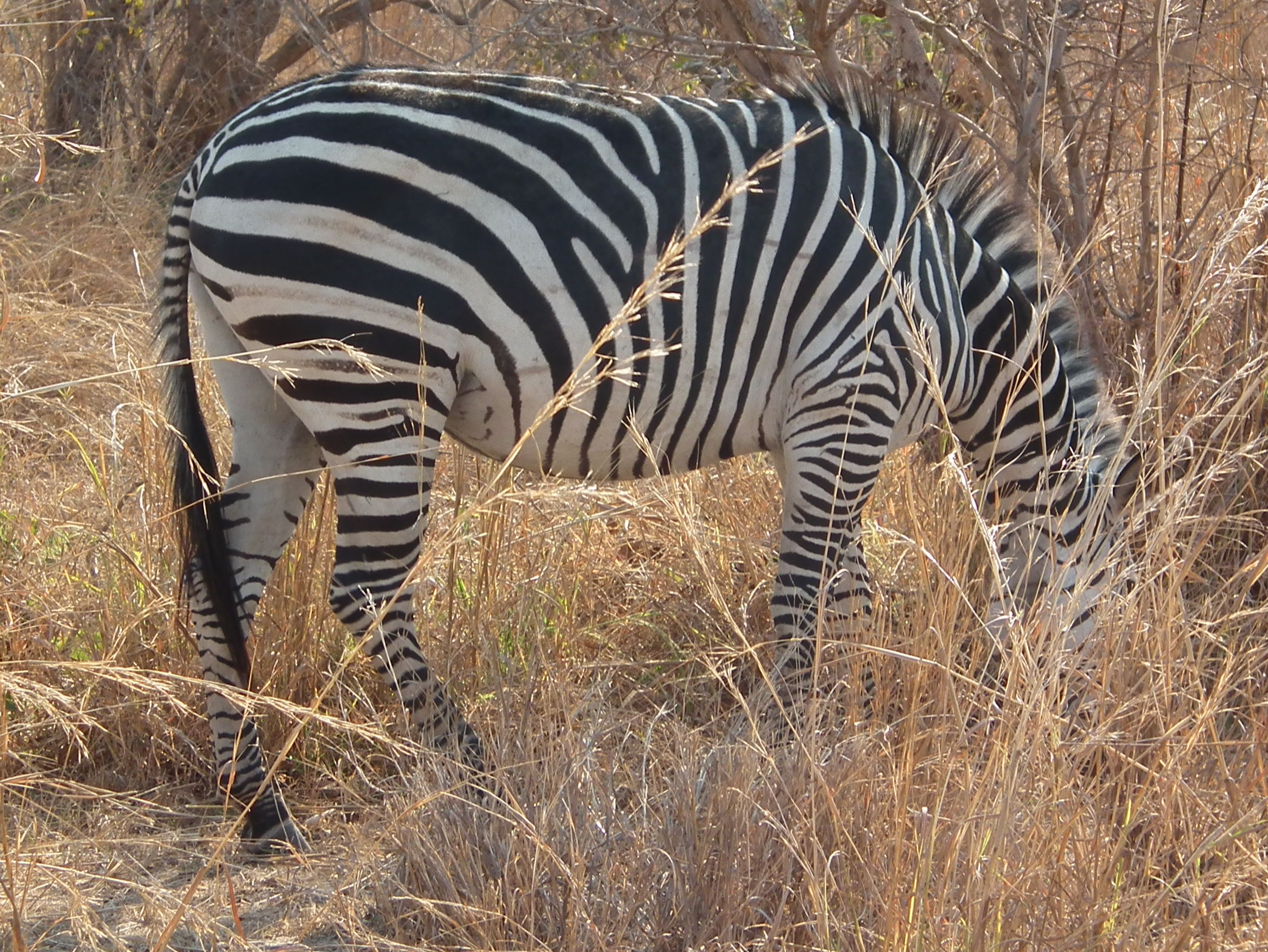
Sommige Crawshays zebra's hebben lichte schaduwstrepen.
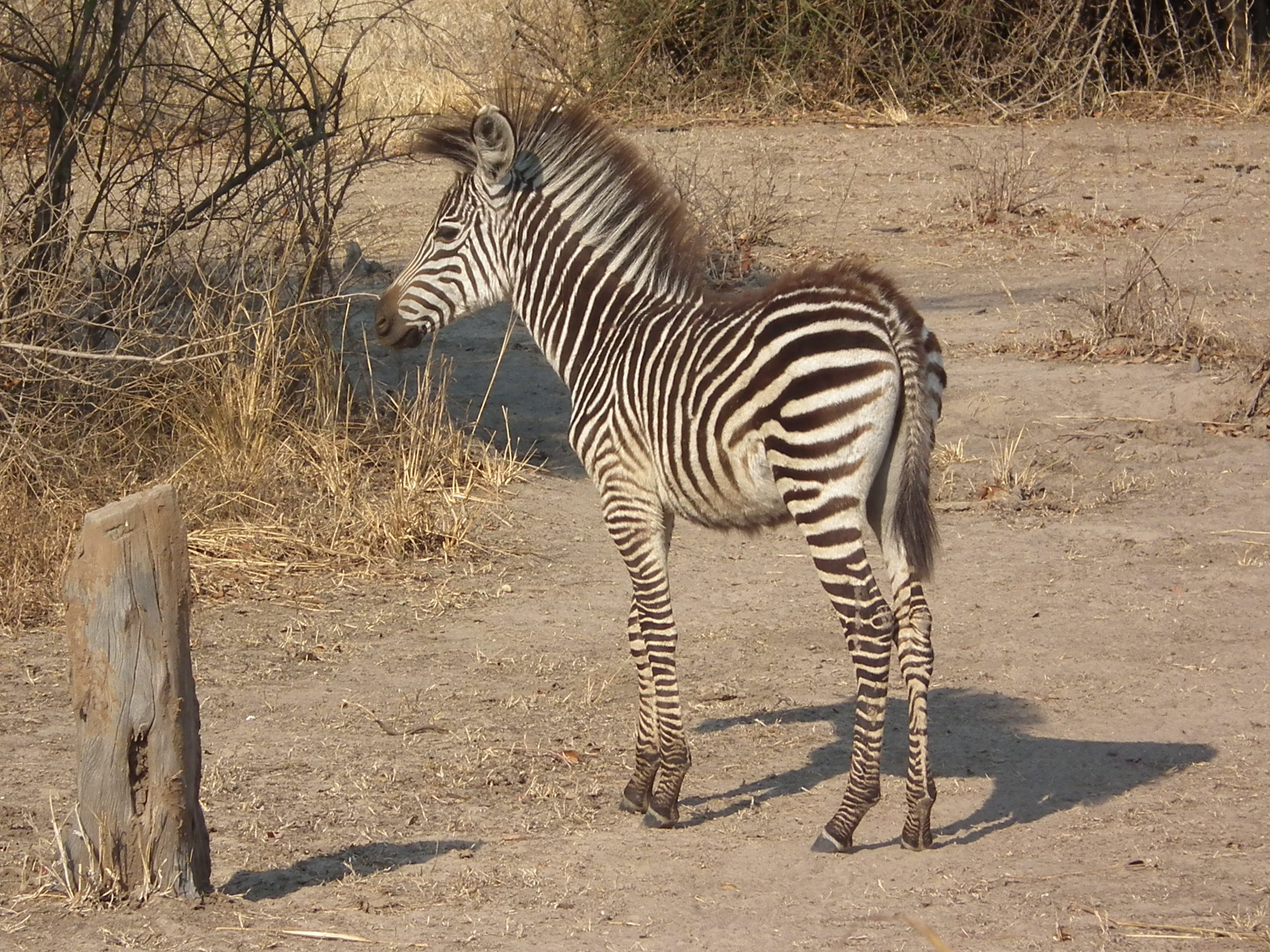
Crawshays zebraveulen